# カトッフェル・ズッペ

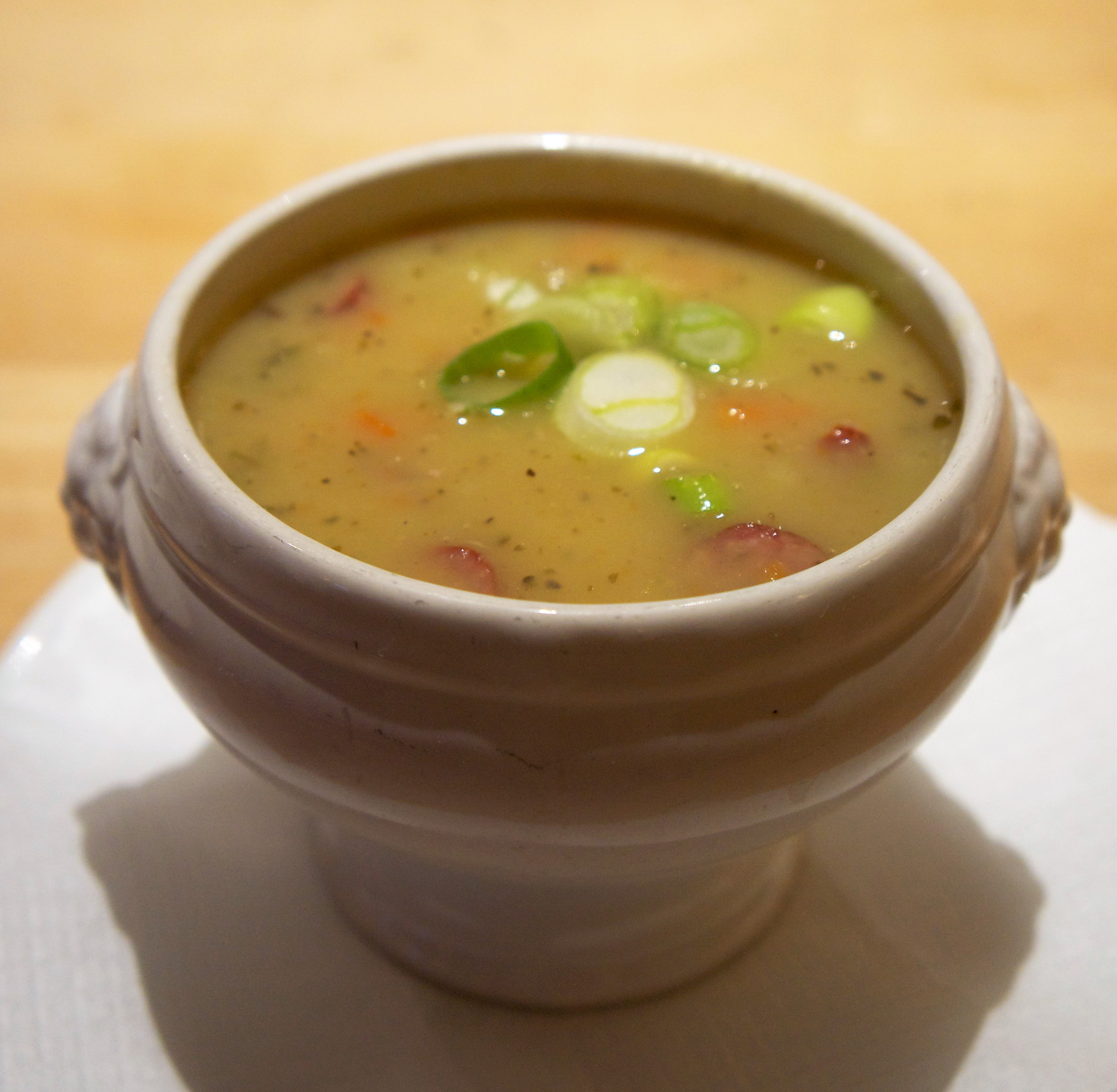
粗挽きソーセージ、ニンジン、ネギのクリーミーなカトッフェルズッペ

カトッフェル・ズッペ (独: Kartoffelsuppe、オーストリアと南ドイツの一部ではエルドエッフェル・ズッペ (独: Erdäpfelsuppe) もしくはグリュムベーレ・ズッペ (独: Grumbeeresuppe) ともいう。) は、伝統的なドイツ料理とオーストリア料理のジャガイモのスープである。それらの主成分は当然ジャガイモになる。かなり煮込んでジャガイモが煮崩れしている場合は、アイントプフと呼ばれる。

## レシピ
さまざまな調理法があり、地域によってもかなり異なっている。ジャガイモは、塩水または肉汁で、場合によってはニンジン、セロリ、タマネギなどの他の野菜と一緒に調理される。
旬の野菜をメインに使用。調理の手順に応じて、ポテトは皮を剥くか、ポテトマッシャーで潰す。レシピによっては、カリカリに焼いたベーコンまたは揚げたタマネギと新鮮なパセリがスープに追加されることがある。スパイスには様々なハーブやパプリカやコショウが使われている。
カトッフェル・ズッペには、しばしばソーセージ、ウインナーソーセージ、ミートボール、ソーセージ、レバーソーセージ、ブラッドソーセージ、ヤークトヴルスト (de:Jagdwurst) や他の肉や肉の加工品が入れられる。
パンやロールパンのスライスが添え物として出されることが多く、スープの中に入れて煮込まれることもある。

## 地域による違い

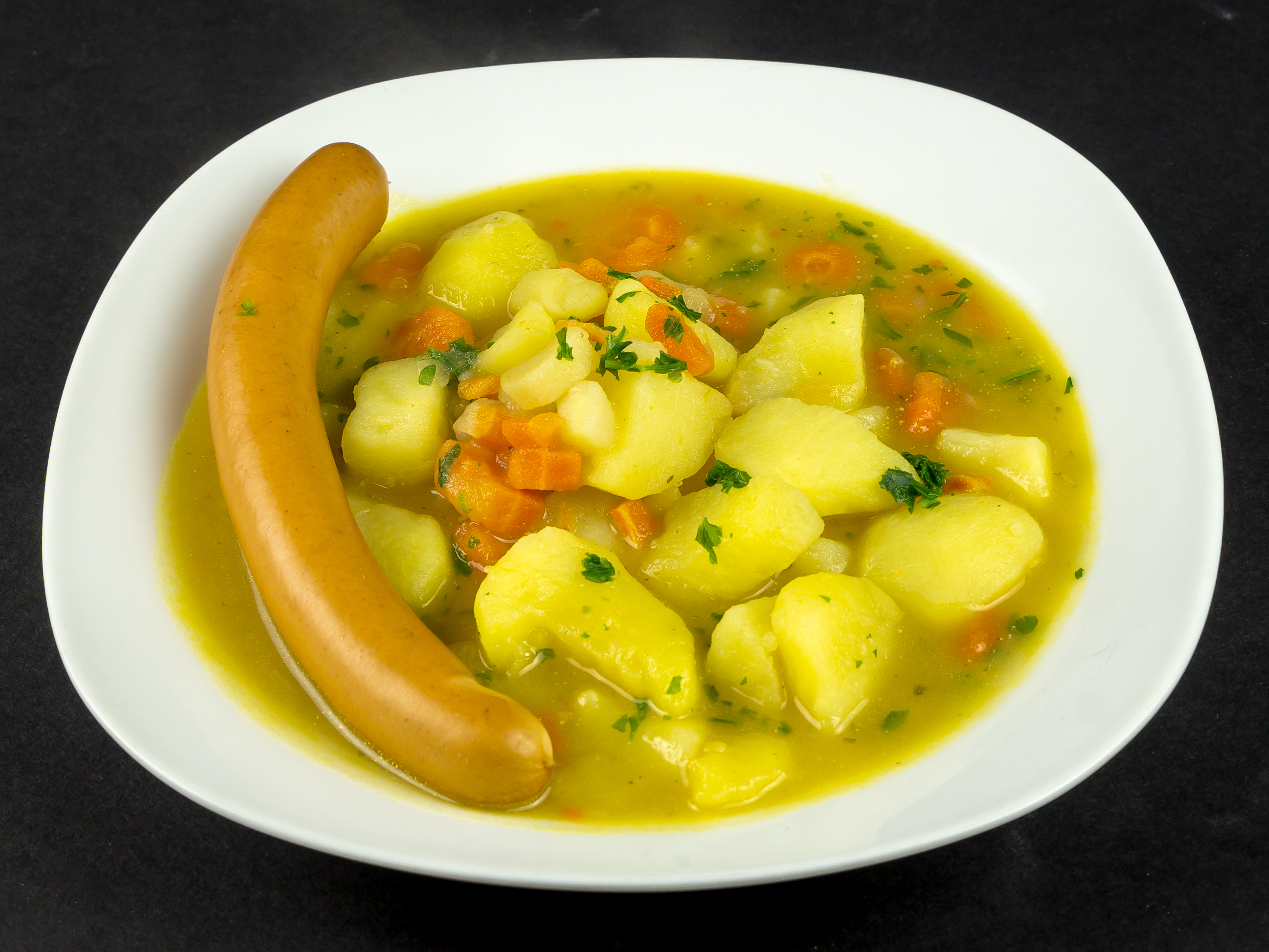
ラインラントのソーセージ入りのカトッフェルズッペ

北ドイツでは、カトッフェル・ズッペは地域によって若干の違いはあるものの家庭料理の標準的なメニューの一つになっている。とりわけ有名なのは、メクレンブルクの名物トゥッフェル・アン・プラム (低ドイツ語: 「ジャガイモとプラム」)、また、他の野菜とさいの目に切ったカッセラー・ナッケン (de:Kassler-Nacken) またはベーコン、焼いたプルーンから準備されるテュフテン・アン・プラムまたはメックレンブルク・カトッフェルズッペは、よく知られている。これは、しばしばメクレンブルクとシュレスヴィヒ・ホルシュタイン州の名物料理で、塩漬け肉と、スパイシーなジャガイモのシチューに甘いデザートを添えて提供される。
バーデン地方、特に中部、南部バーデンとでミドルアッパーライン川-特にカールスルーエでは、カトッフェル・ズッペは、プラムの収穫時期には、プラムケーキを添えて供され、これが地域の名物になっている。プファルツ州とザールラント州でも、伝統的なカトッフェルズッペと西洋すもものケーキまたはカトッフェル・ズッペと蒸し麺が食べられる。シュヴァーベンの一部では、ポテト スープと一緒にリンゴのフリッターを食べる。
西プファルツ とラインヘッセン の一部の地域では、カトッフェル・ズッペの変種が「ザウアー・ブリュー」 (酸っぱいスープ) とも呼ばれている。タマネギとニンニクと一緒に簡単にローストしたジャガイモを、透き通った豚のブイヨンの中で弱火で煮込んだものである。
このタイプのカトッフェル・ズッペは、ポルトガル料理のカルド・ベルデ (de:Caldo verde) に当たるといってもいい。このクリーミーなスープは酢味をつけて、ブラッド・ソーセージとレバー・ソーセージに、キャベツや各種青菜が入り、オリーブオイルで味付けをしている。

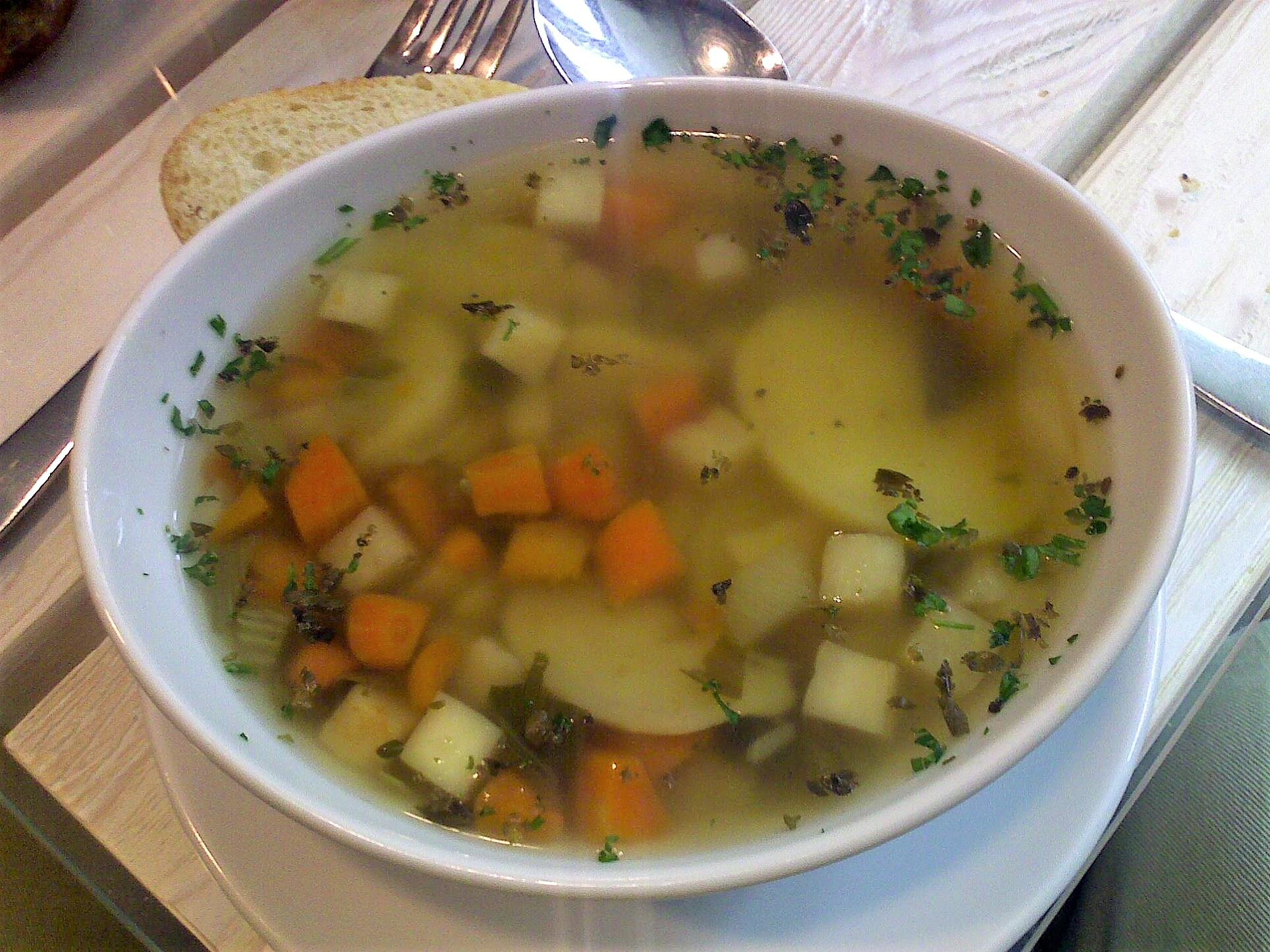
洋梨がトッピングされた北ドイツ風のカトッフェル・ズッペ
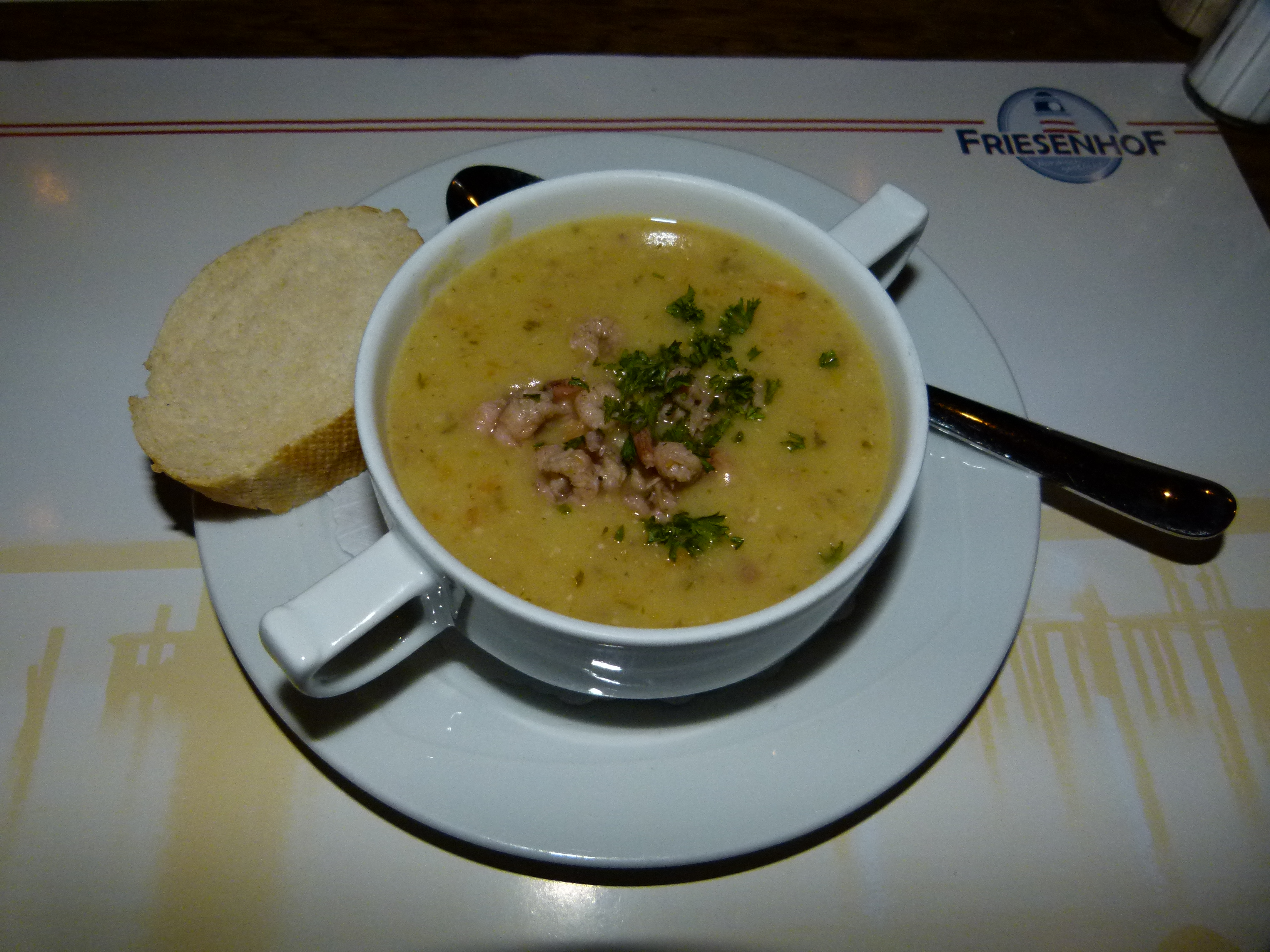
スモークベーコンと北海海老の入ったブレーメンのカトッフェル・ズッペ
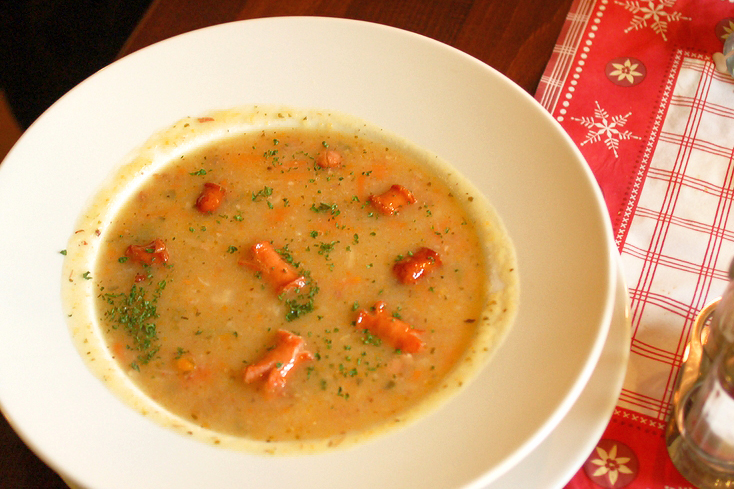
焼きソーセージの添えられたザクセン風のカトッフェル・ズッペ
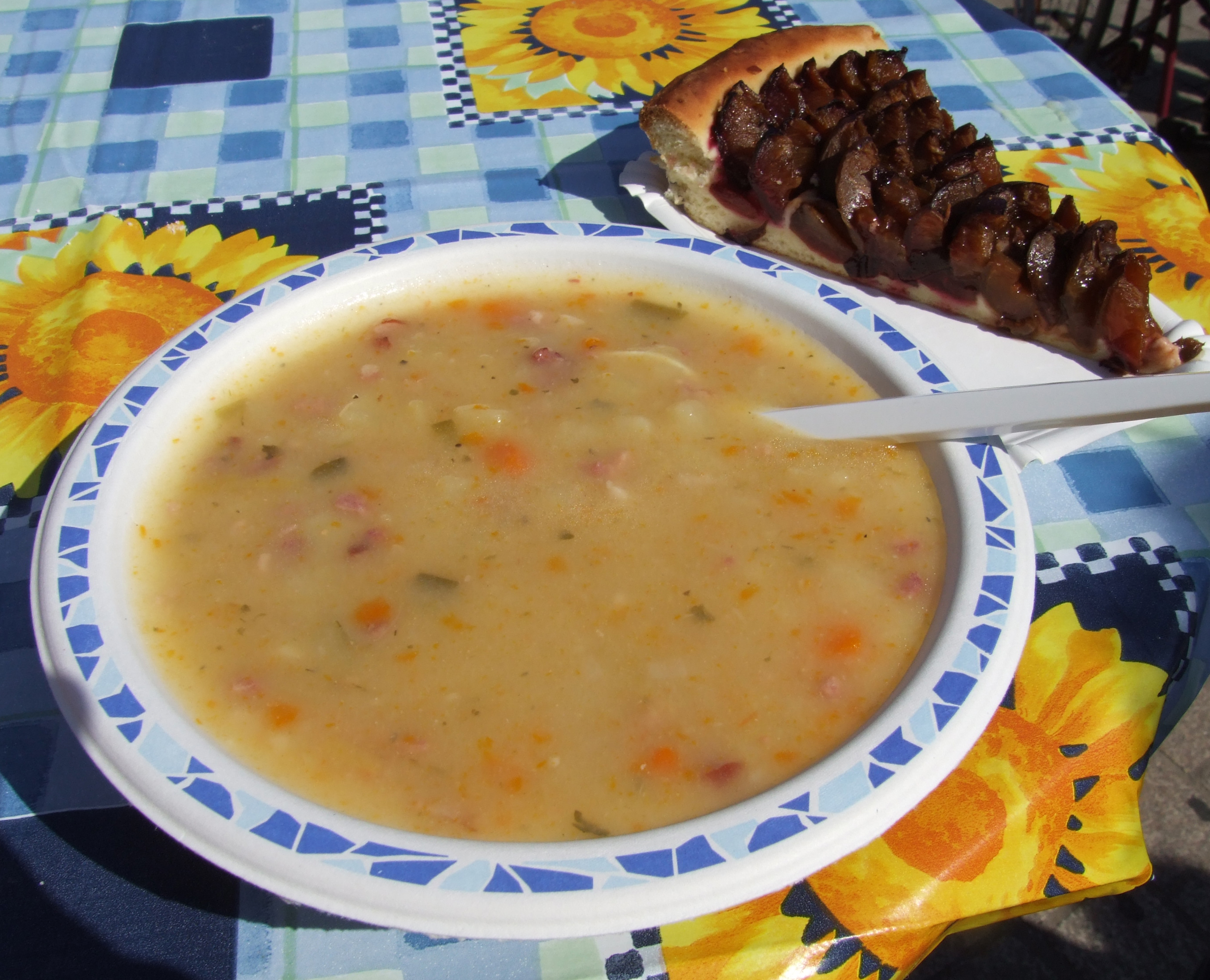
グリュムベーレ・ズッペ（カトッフェル・ズッペとプラムのケーキ）
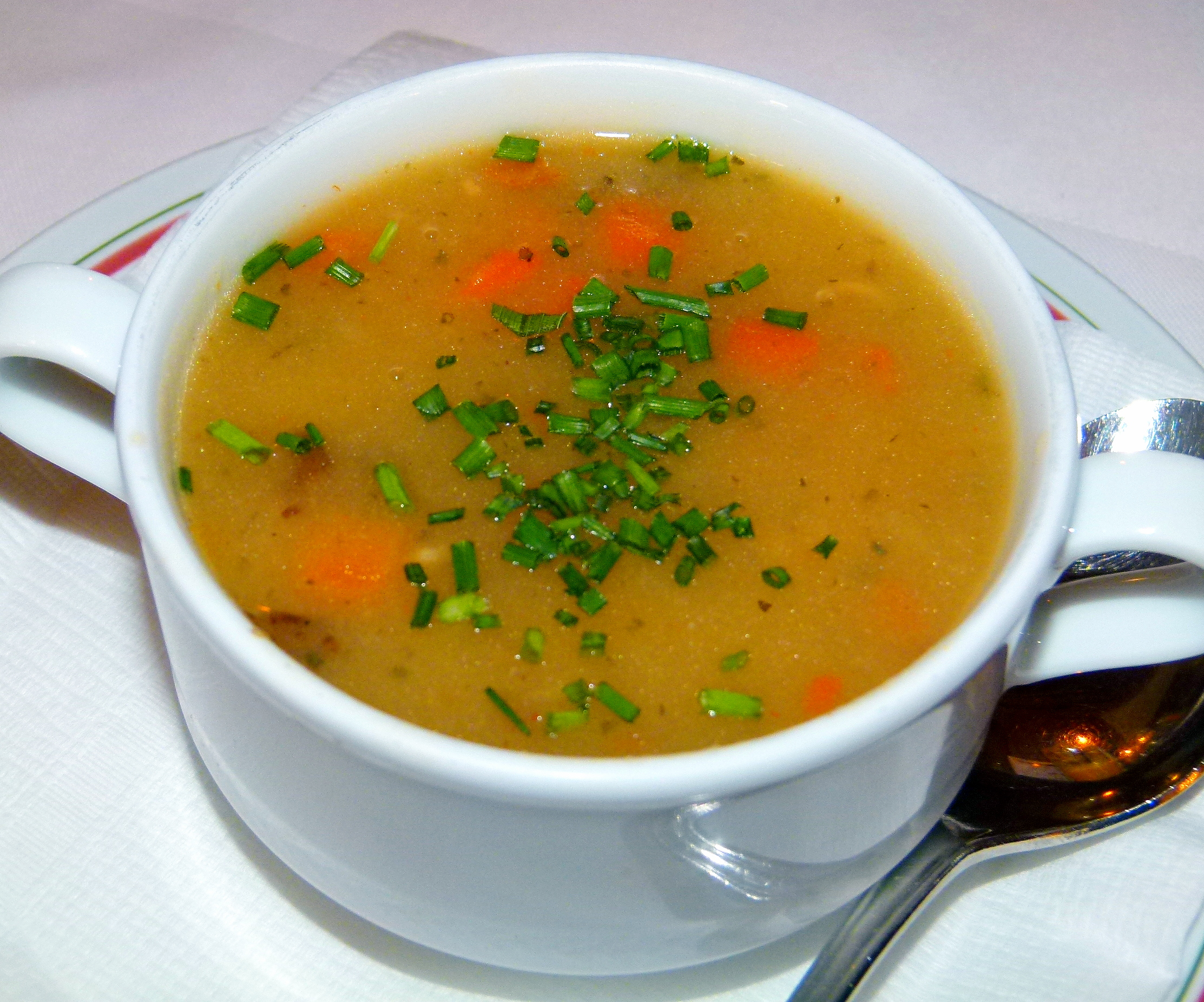
野菜とベーコンの古いウィーン風のカトッフェル・ズッペ